# Sociaal-Democratische Bond

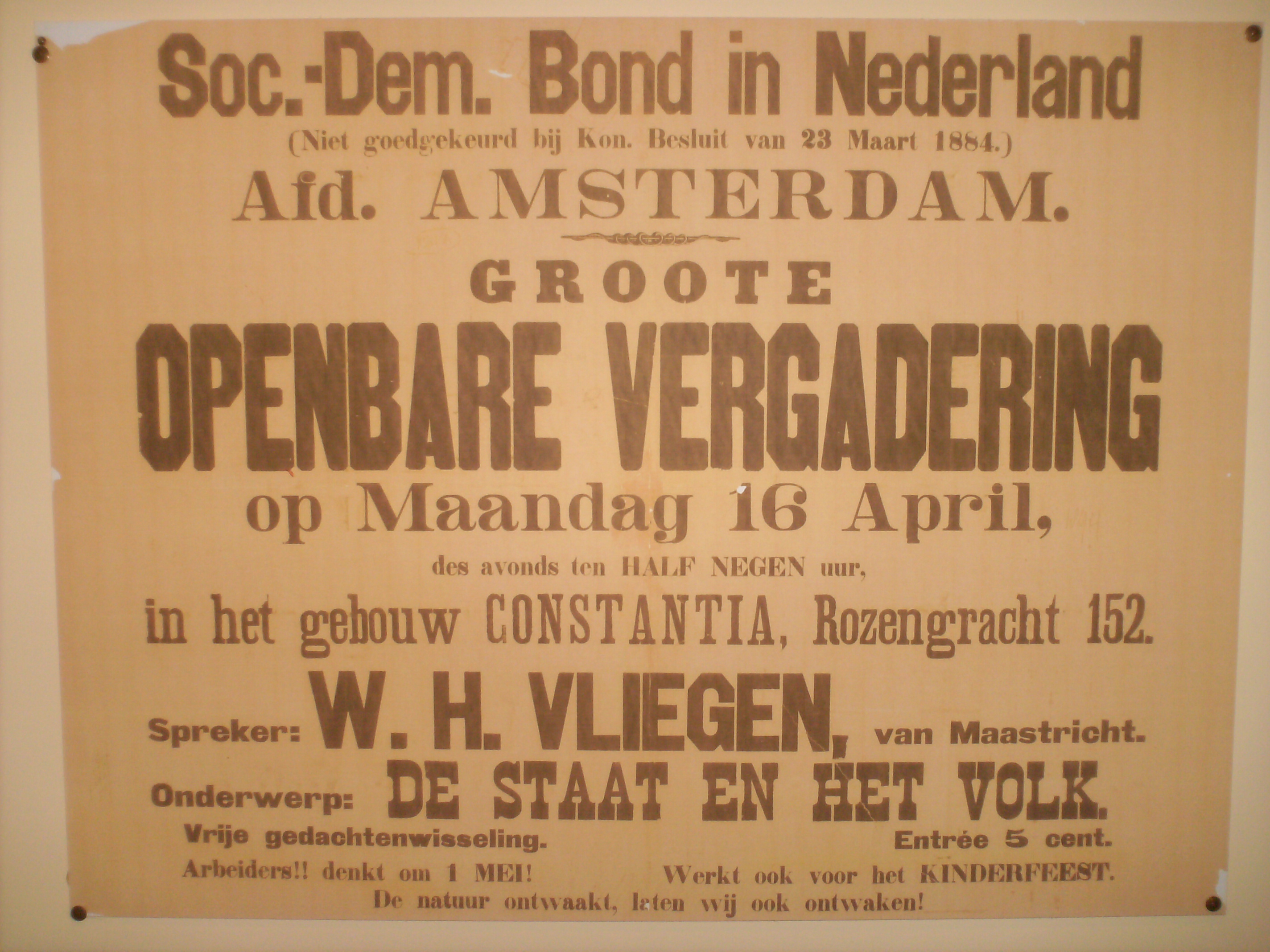
Affiche van de afdeling Amsterdam van de SDB tentoongesteld in het Ferdinand Domela Nieuwenhuis Museum in Heerenveen

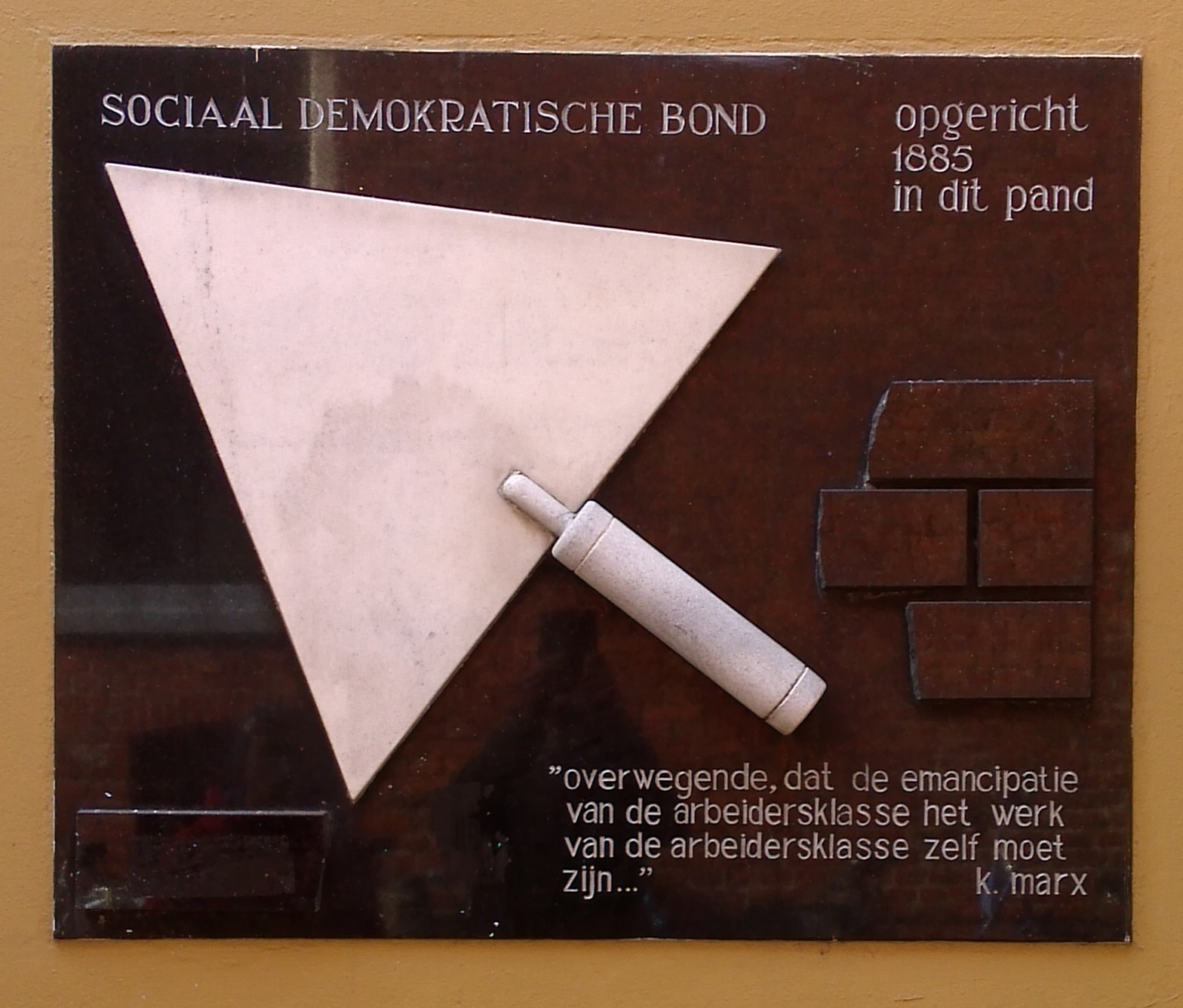
Herdenkingssteen in Groningen

De Sociaal-Democratische Bond (SDB) was de eerste partij op socialistische grondslag in Nederland. Zij werd in 1881 opgericht door Ferdinand Domela Nieuwenhuis. Deze voormalige predikant werd de voorman van deze organisatie, die een prominente rol speelde in de Nederlandse arbeidersbeweging voor de schisma's tussen met name de socialisten, anarchisten en communisten.
In die jaren bestond er voor mannen uit de midden- en lage inkomensklassen nog geen kiesrecht. De SDB streefde aanvankelijk vooral naar algemeen kiesrecht. In de jaren 1883 - 1885 werd op Prinsjesdag door partijleden langs de route van de koninklijke stoet gedemonstreerd. Na Prinsjesdag 1885 werd de aandacht verlegd naar de sociale strijd van de vakbeweging.
De bond was in die zin revolutionair dat zij veranderingen in Nederland middels een revolutie wilde bewerkstelligen. Desondanks werd aan verkiezingen deelgenomen en zo kwam Domela Nieuwenhuis in 1888 in de Tweede Kamer.
Na justitieel onderzoek werd de SDB medio 1894 tot verboden organisatie verklaard. Daarna leidde het vraagstuk van de strijdwijze later dat jaar tot een splitsing. In augustus 1894 werd door enkele toonaangevende socialisten de SDAP opgericht die zich tot het parlementarisme bekeerde. In december werd door de vertegenwoordigers van de vroegere SDB-afdelingen een nieuwe organisatie opgericht onder de naam 'Socialistenbond'

## Oorsprong SDB
De jaren 80 van de negentiende eeuw staan bekend om hun zware tijden voor vele bevolkingsgroepen in de Nederlandse samenleving. Vooral de boerenbevolking, waar een groot deel van de Nederlanders toe behoorde, had in deze periode zwaar te lijden. Het Amerikaanse graan dat vanaf 1878 op grote schaal geïmporteerd werd, betekende de doodsteek voor vele boerenbedrijven. Daarnaast begonnen steeds meer Europese naties hun eigen markt te beschermen met protectionistische maatregelen.
Om het hoofd boven water te houden waren de Nederlandse boeren genoodzaakt hun productiemethoden en hun aanbod van landbouwproducten te veranderen. Ze stapten over op veeteelt en bladgewas en maakten gebruik van nieuwe wetenschappelijke ontdekkingen die de kwaliteit van de producten verbeterden. Daarnaast verenigden veel boeren zich in coöperaties. Ondanks deze maatregelen lukte het een groot aantal boeren niet om een vuist te maken tegen de overweldigende concurrentie uit Amerika en hadden zij als enige keuze hun bedrijf te verkopen en naar de grote steden te trekken in de hoop daar een goede baan te vinden.
In de steden waren de levensomstandigheden voor de arbeidende klasse, het proletariaat, niet veel beter dan die op het platteland. De economische crisis, die zich vanaf de jaren 80 over het West-Europese continent uitbreidde, bracht de vreselijke gevolgen van langdurige werkloosheid en bittere armoede met zich mee. Werkloos geworden arbeiders waren aangewezen op liefdadigheid van familie, vrienden, de kerk en andere particuliere instanties om te kunnen ontsnappen aan de steeds dichterbij komende hongersnood. Degenen die toch hun werk wisten te behouden moesten zich met een hongerloontje in leven zien te houden. Door de grote stroom van boeren naar de steden werd de arbeidsmarkt alleen maar meer gespannen, waardoor de kans om een baan te krijgen vrijwel nihil werd. Het zou tot ca. 1895 duren voordat de economie weer aan zou trekken.
De bittere levensomstandigheden en de hoge werkloosheid werkten als een prima voedingsbodem voor de socialistische bewegingen in Nederland, maar pas begin jaren 80 van de negentiende eeuw zou er sprake zijn van een socialistische partij, de Sociaaldemocratische Bond. Daarvóór waren de socialisten nog niet vertegenwoordigd in de landelijke politiek en probeerden zij door middel van demonstraties en opstanden verbeterde levensomstandigheden af te dwingen bij het bestuur.
Vanaf de jaren 60 van de negentiende eeuw hebben drie ontwikkelingen ervoor gezorgd dat er een socialistische arbeidersbeweging ontstond, namelijk: de overgang van sociaal-culturele verenigingen naar vakbonden, een sterke sociale wind die waaide binnen de vrijdenkerij en de stichting van de Nederlandse sectie van de Eerste Internationale.
In de jaren zeventig werden er diverse vakbonden opgericht die een grote rol zouden spelen in de Nederlandse samenleving. In 1871 werd door de conservatieve christenen en de liberalen het Algemeen Nederlandsch Werklieden Verbond opgericht. Het ANWV was een overkoepelende organisatie van een aantal lokale vakbewegingen en had als doel de toenemende invloed van de Internationale te stuiten. Het verbond streefde naar samenwerking tussen werkgever en arbeider en sprak zich uit tegen klassenstrijd en staking. In maart 1876 werd op initiatief van het centraal bestuur van de ANWV de Amsterdamse vakvereniging voor smeden opgericht, De Volharding, met als leider Willem Ansing. Ansing stond bekend als een doorgewinterde en hardnekkige Internationaal die zijn radicale opvattingen niet onder stoelen of banken stak.
Tijdens het kerstcongres van het ANWV in 1876 zou Ansing zich sterk hebben gemaakt voor algemeen stemrecht en de vorming van een 'algemene vereniging' die het mogelijk zou moeten maken dat ook niet georganiseerde vakarbeiders zich bij het ANWV konden aansluiten. Veel afgevaardigden op het kerstcongres spraken zich uit tegen het idee van een algemene vereniging, maar ondanks de geringe steun die Ansing had voor zijn plannen, richtte hij op zondag 26 mei 1878 de Gemengde Vereeniging op. Als programma zou de GV het Duitse sociaaldemocratische Programma van Gotha aanvaarden, dat als revisionistisch wordt beschouwd.
De oprichters van de GV hadden als wens om van de vereniging een politieke organisatie voor werklieden te maken waar openhartig over staatkunde en godsdienst werd gesproken. Het centraal bestuur van de ANWV erkende de GV als afdeling niet, waardoor de werkliedenbeweging besloot haar eigen weg in te slaan. Op zondag 7 juli 1878 werd besloten dat de vereniging als de Sociaaldemocratische Vereeniging (SDV) door het leven zou gaan. Men streefde naar vertegenwoordigingen in de grote steden Amsterdam, Den Haag, Haarlem en Rotterdam.
In 1881 sloten de lokale partijen de handen ineen en was de "Sociaaldemocratische Bond" geboren.

## De SDB vanaf 1881
In eerste instantie was de SDB nauw betrokken bij de strijd voor algemeen kiesrecht, ze was lid van de Bond voor Algemeen Kies- en Stemrecht.
In 1882 wordt Domela Nieuwenhuis gekozen tot algemeen secretaris van de SDB. Hij zou dit tot 1887 blijven. De bond publiceerde het blad Recht voor Allen, waarvan Domela Nieuwenhuis de redactie voerde.
Na 1885 radicaliseerde de SDB, zij koos ervoor meer buitenparlementair veranderingen te bewerkstelligen. De socialistische revolutie werd steeds duidelijker als doel geformuleerd, het parlementaire werk werd te beperkt geacht, het leverde met al de compromissen nooit op wat men wilde. Al op 13 januari 1884 werd het verenigingsgebouw Walhalla van de SDB te Den Haag officieel in gebruik genomen. Dit gebouw dat in de Westerbaanstraat stond, kreeg al snel de bijnaam De Roode Burcht. Er konden ongeveer duizend personen vergaderen en werd tot 1890 als het centrum van de Haagse arbeidersbeweging gezien, de Haagse afdeling van de Sociaal-Democratische Bond die landelijk veel invloed had. Behalve vergaderd werden er ook cursussen gehouden en werden er demonstraties voorbereid, bijvoorbeeld voor uitbreiding van het kiesrecht. In dit actiecentrum werden niet alleen pamfletten gevouwen, maar ook wapenstokken uitgedeeld en oefeningen in het revolverschieten gehouden. Bij dreigende demonstraties werd de cavalerie in omliggende straten van het Zeeheldenkwartier gestationeerd. Toen Domela Nieuwenhuis in 1888 na een jaar gevangenschap wegens vermeende majesteitsschennis vrij kwam, werd hij enthousiast ontvangen in Walhalla, waar hij al een vaak geziene spreker was geweest.
De in 1890 tot 2e secretaris van de Centrale Raad van de Sociaaldemocratische Bond gekozen Jan-George Gestman die tevens drukker/letterzetter van Recht voor Allen was in drukkerij Excelsior, die zich naast de vergaderruimte “Walhalla” bevond, deed veel stof opwaaien toen hij in Recht voor Allen (20-05-1892) pleitte voor afschaffing van het privébezit en enkele maanden later (19-10-1892) opnieuw van zich liet horen om “te verhinderen dat men het revolutionaire socialisme omhangt met een possibilistisch manteltje”. In deze en andere artikelen legde Gestman de “twee gezichten van het socialisme” aan de lezer uit, wat hem op boze ingezonden brieven kwam te staan (Recht voor Allen 26-10-1892). Met name het gebruik van “parlementariër als scheldwoord” werd hem niet als dank afgenomen. Maar Gestman had ook medestander. Wat betreft het afschaffen van het parlementarisme, werden Luitjes, Pieterson en Bennink genoemd die hun tegenstanders als “schurken” betitelden. In Recht voor Allen van kwam een roep naar eenheid, met een congres te Zurich in aantocht. Er werd aangedrongen op een vergelijk tussen Luijtjes, Gestman, Pieterson en Bennink aan de ene kant en Vliegen, Rot en Van der Zwaag aan de andere kant. (Recht voor Allen 19-07-1893)
Bij elke verkiezing stond de deelname weer ter discussie, zelfs nog na het verbod van de SDB in 1893. Het verbod in 1893 was gebaseerd op het door de rechter geconstateerde propageren van onwettige middelen om haar doel te bereiken. De veroordeling van het aanzetten tot revolutie leidde in december 1894 tot de opheffing van de SDB, of beter, tot het veranderen van de naam van SDB in Socialistenbond.
De oprichting van de Sociaal-Democratische Arbeiderspartij in Nederland (SDAP) op 26 augustus 1894 was het resultaat van een richtingenstrijd binnen de Bond. De beslissing in 1893 om niet aan de verkiezingen deel te nemen werd door een deel van de leden niet geaccepteerd. Zij wilden zich via de SDAP mengen in het parlementaire politiek debat. Zij zagen kleinere concrete verbeteringen in de situatie van arbeiders als haalbaar resultaat. Deze richtingenstrijd is een afspiegeling van wat er op internationaal vlak ook plaatsgevonden had. De anarchisten onder leiding van Bakoenin hadden zich ook heftig verweerd tegen een aantal van de ideeën van Karl Marx. Politieke veranderingen in kleine stapjes zagen ze niet als oplossing, alleen een sociale revolutie kon de benodigde omwenteling leveren. Directe actie was daartoe het middel, geen politiek debat in het parlement. Men was van mening het parlement de arbeider vervreemde van de sociale strijd. Hierbij aansluitend verwierpen de anarchisten hiërarchie en het idee van een partij met een top. Zij waren van mening dat de emancipatie van de arbeiders betekende dat deze ook zelfbeschikking moesten hebben over de besluiten - als zij de samenleving van de toekomst zelf in de hand moesten hebben, moesten zij hier volgens de anarchisten ook in de praktijk ervaring in op doen binnen hun eigen strijdorganisaties.
In 1896 leidde de richtingenstrijd tot een scheiding in de Socialistenbond. Een deel van de Socialistenbonders onder leiding van Domela stapte op; ze kozen voor het anarchisme. De rest van de Socialistenbond ging in 1900 op in de SDAP.
Domela richtte hierna het anarchistisch tijdschrift De Vrije Socialist op en er ontstonden nauwe banden met de in 1893 opgerichte revolutionaire vakbond, het Nationaal Arbeids Secretariaat (NAS).

## Ledenaanhang SDB
De aanhang van de SDB is niet gedurende de gehele periode van haar bestaan uit dezelfde groep mensen in een gelijke sociale en economische situatie afkomstig geweest. Allereerst is daar natuurlijk het verschil tussen de stedelijke beweging en de ledenaanhang van het platteland, welke laatste overigens pas na 1888 enigermate gestalte krijgt. Verder zijn ook de leden in de steden in de loop der jaren niet uit dezelfde groep arbeiders gerekruteerd. Ten slotte is er dan de qua afkomst soms wat afwijkende groepering, die zich - samen met enige handarbeiders - voornamelijk met leidinggeven bezighoudt. Dit groepje intellectuelen is echter klein en heeft nooit de koers van de SDB zelfstandig kunnen bepalen.
De SDB is in Amsterdam ontstaan als een beweging van arbeiders, die in de jaren zeventig door de activiteiten van de Internationale hun scholing hadden ontvangen. Het waren grotendeels ontwikkelde handwerkslieden, die tegen de meer verzakelijkte arbeidsverhoudingen in verzet kwamen, zonder dat zij al uitgebreid kennis hadden genomen van de marxistische opvattingen. Hun acties kwamen niet voort uit plotselinge verslechtering van hun economische situatie, maar richtten zich in het algemeen tegen hun slechter wordende positie in de arbeidsverhoudingen. Deze arbeiders zijn werkzaam in de takken van nijverheid, waarin de Internationale al organisatie had gebracht. Bij hen voegt zich een groep personen met hoger gekwalificeerde beroepen, die zich op intellectuele en rationele motieven tot het socialisme wendden. In Amsterdam wordt deze groep, veelal afkomstig uit de vrijdenkersbeweging De Dageraad, slechts zijdelings bij de leiding betrokken; in Den Haag, waar de actieve ex-Internationale-arbeiders veel geringer in aantal waren, krijgt deze groep veel meer invloed op het bestuur, met uiteraard Domela Nieuwenhuis als voornaamste figuur.
Rond het jaar 1884 worden de omschakelingen in de Nederlandse economie voor de arbeiders voelbaar. De internationale handelsmalaise doet de conjunctuur afnemen, met als gevolg toenemende werkloosheid in de nog ambachtelijke nijverheid. Bovendien wordt voor de overschakeling van handwerks- op fabrieksmatige productie in de jaren tachtig in enkele bedrijfstakken de eerste grondslag gelegd, al zijn de veranderingen niet direct diepgaand, gehinderd als zij worden door de internationale malaise. Desondanks raakt de overgang de arbeidersmassa in de steden, waar de werkgelegenheid door modernisatie en mechanisatie wordt aangetast. De in de betreffende bedrijven werkzame arbeiders, voornamelijk in kleine handwerks- en ambachtsbedrijfjes, komen in onzekerheid te verkeren en raken door de beginnende industrialisatie in zekere zin ontworteld. Een deel ervan keert zich tot de SDB, mede door de kiesrechtpropaganda die in deze jaren energiek ter hand werd genomen. De eveneens door de SDB geïnstigeerde oprichting van vakverenigingen, die structurele veranderingen in de productieverhoudingen nastreven, draagt evenzeer bij tot de toeloop die de bond te verwerken krijgt. Dat de onzekerheid bij de arbeidersmassa groot is, blijkt tevens uit de talloze relletjes en opstootjes in deze periode.
Na 1887 is er een terugval in de SDB te constateren in de grote steden, waar de aanhang, deels uit teleurstelling over het niet bereiken van de doeleinden op korte termijn de SDB verlaat. Terwijl de vaste kern achterblijft, voor een groot deel in de socialistische vakverenigingen, komt tegelijkertijd in andere delen van het land een beweging tot stand, die de SDB vanaf 1890 weer doet groeien. Het doorwerken van de landbouwcrisis op het platteland schept bij de landarbeiders dezelfde onzekerheid over hun positie als enige jaren eerder bij de stedelijke handwerkslieden. De oorzaak voor de aantasting van hun toch al weinig benijdenswaardige leef- en werkomstandigheden is hier echter niet een modernisatie, die oude structuren doet verdwijnen, maar veeleer de slechte economische situatie, die de in dit werk betaalde lonen volgens het klassieke liberale model omlaag haalde, door de prijsdalingen van producten zoals graan en turf.
De aanhang van de SDB op het platteland heeft in de jaren negentig een dergelijke omvang gekregen, dat zij de stedelijke aanhang in aantal ruimschoots overvleugelde. Het zwaartepunt van de beweging zowel in ledenaantal als op het gebied van acties, verplaatst zich van de steden in Holland naar de agrarische streken in Groningen, Friesland en Gelderland en het industriegebied Twente. De stedelijke aanhang was echter eveneens dermate geradicaliseerd, dat zij in overgrote meerderheid met de plattelandsbevolking op hetzelfde standpunt stond. Het voortduren van de stedelijke problemen werd veroorzaakt door de werkloosheid, die na 1889 in de wintermaanden tot ongekende hoogte steeg; de industrialisatie is in deze jaren overigens nog steeds niet tot snelle ontwikkeling overgegaan. De werkloosheid wordt bovendien verergerd door de bevolkingstrek van het platteland naar de stad.
De SDB als geheel maakt dus sinds 1885 een langzame ontwikkeling door, waarbij zij steeds meer in haar reactie op de maatschappelijke toestanden naar een radicaal standpunt evolueert. De aanhang verandert door de economische omstandigheden van een klein groepje ontwikkelde handwerkslieden in 1881 naar een brede beweging van ontevredenen, arbeiders die door structurele veranderingen in de economie en een malaise, met name op agrarisch gebied, hun oude werksituatie verloren zagen gaan.

## Uitgangspunten van de SDB
De SDB baseerde zich op de ideeën van Karl Marx, Bakoenin, Proudhon en anderen. Centraal in die ideeën stond de revolutie, die nodig zou zijn om de kapitalistische samenleving te vervangen door een socialistische.
De uitgangspunten van de SDB waren:
- algemeen kiesrecht
- afschaffing van het koninkrijk, invoering van de republiek
- afschaffing van leger en vloot
- gelijke rechten voor mannen en vrouwen
- Indië los van Nederland

In de praktijk werd dit bijvoorbeeld uitgewerkt in:
- invoering van sociale verzekering
- verbod op kinderarbeid onder de 15 jaar
- gratis onderwijs
- een zes-urige arbeidsdag voor vrouwen met betaald verlof bij zwangerschap en bevalling
- meer en betere woningen voor arbeiders
- verbetering van het gevangeniswezen
- stoppen van de oorlog in Atjeh